# Komatsushima, Tokushima
Komatsushima (小松島市 (Tiểu Tùng Đảo thị) Komatsushima-shi) là một thành phố thuộc tỉnh Tokushima, Nhật Bản.